# Racconti dell'età del jazz
Racconti dell'età del jazz (Tales of the Jazz Age) è la seconda raccolta di racconti di Francis Scott Fitzgerald uscita nel settembre 1922 presso le edizioni Scribner's di New York. Comprende, rivisti per la pubblicazione in libro dopo una prima stesura uscita su riviste, 11 racconti:
- The Jelly-Bean (da "Metropolitan Magazine", ottobre 1920).
- The Camel's Back (da "The Saturday Evening Post", 24 aprile 1920).
- May Day (da "The Smart Set", luglio 1920).
- Porcelain and Pink (da "The Smart Set", gennaio 1920).
- The Diamond as Big as the Ritz (da "The Smart Set", giugno 1922).
- The Curious Case of Benjamin Button (da "Collier's", 27 maggio 1922).
- Tarquin of Cheapside (da "The Smart Set", febbraio 1921).
- O Russet Witch! (da "Metropolitan Magazine", febbraio 1921).
- The Lees of Happiness (da "Chicago Sunday Tribune", 12 dicembre 1920).
- Mr. Icky (da "The Smart Set", Marzo 1920).
- Jemina (da "Vanity Fair", gennaio 1921).

## Edizioni italiane
- Racconti dell'età del jazz, trad. di Giorgio Monicelli e Bruno Oddera, Milano: Mondadori (collana "Medusa", 1968; poi in Oscar Mondadori con introduzione di Fernanda Pivano, 1980 ISBN 88-04-52928-8 ISBN 978-88-04-47114-1
- Racconti dell'età del jazz, introduzione di Walter Mauro, Roma: Newton Compton (collana "GTE"), 2011 ISBN 978-88-541-2454-7
- Racconti dell'età del jazz, trad. e postfazione di Giuseppe Culicchia, prefazione e cura di Sara Antonelli, Roma: Minimum fax, 2011 ISBN 978-88-7521-299-5